# 그것이 일어난 방: 백악관 회고록

그것이 일어난 방(The Room Where It Happened: A White House Memoir)은 도널드 트럼프 미국 대통령의 국가 안보 보좌관을 역임한 존 볼튼 (John Bolton )의 회고록이다. 볼튼은 이 책으로 2 백만 달러의 선수금을 받았다고 한다.
2019년 12월 말에 표준사전출판물 검토를 위해 사본 1 부가 백악관에 제공되었다. 2020년 1월 말 상원 탄핵 재판에서이 책에 대한 소식이 알려졌다. 볼튼 팀은 원고의 여러 사본이 만들어지고 유통되었다는 사실에 당황하게 되었다. 이 책의 내용에서 유출된 정보가 볼튼이 트럼프 상원 재판에서 증언해야한다는 압력을 증가시켰다.
미 법무부는 볼턴 전 보좌관의 회고록이 국가기밀을 누설했고 출판에 앞선 예비 검토 과정을 마치지 않았다며 출판을 금지해달라는 소송을 지난 16일 워싱턴DC 연방법원에 제기했다. 하지만 워싱턴DC 연방 법원의 로이스 C. 램버스 판사는 “볼턴이 회고록 출판을 서둘러 국가안보를 위협했지만 정부도 가처분 결정이 적절한 해결책이라는 것을 입증하지 못했다”며 판매금지 가처분 신청을 기각했다.
이 책은 정의용 국가안보실장과 문재인 대통령에 대한 내용도 서술되어있다.

## 내용
- 트럼프는 중국 지도자 시진핑에게 재선에서 승리하도록 도와달라고 요청했다.[8][9]

- 트럼프는 무슬림 위구르족을 위한 중국 정부의 수용소 건설 승인을 표명했다.[9]

- 트럼프는 미국의 법 집행 기관에 대하여 간섭하는 경향이 있어서,[10] 백악관 변호인 팻 시펄로니는"트럼프의 법집행 방식과 부족함에 놀랐다"고 말했다.[11]

## 같이 보기
- 2019년 도널드 트럼프 대통령 탄핵 소추
- 너무 많지만 충분치 않음